# Louis-Olivier Chesnay
Louis-Olivier Chesnay est un artiste peintre français, né le 28 mai 1899 à Paris 7e, et mort le 6 juin 1999 à Buix (canton du Jura, Suisse).
À partir de 1947, il choisit de poursuivre, loin des milieux artistiques, une œuvre résolument indépendante. Il expose très irrégulièrement, plus par coups de cœur que par souci professionnel. C'est en 1998, six mois avant sa mort, que le musée de Payerne en Suisse lui consacre la rétrospective Cent ans, cent toiles.
Il a mené son œuvre non à l'écart du siècle mais au seul rythme de sa propre vie.
Le fil rouge : un rapport profond, jubilatoire avec la nature (« la nature, je l'aime !»), rapport qui nourrira ses qualités de coloriste et révèlera une sensibilité « semi-médiumnique » aux dynamismes du réel.

## Biographie

### Jeunesse: 1899 - 1924
Louis-Olivier Chesnay naît à Paris en 1899. À l'âge de deux ans, il perd sa mère ; à 9 ans, il tente de se suicider en se jetant sous les roues d'un fiacre. Il bénéficie de solides études classiques, fréquente les musées, pratique le violoncelle.
À l'âge de 10 ans, son père, architecte, prix de Rome et homme de grande culture, l'initie au dessin à la plume, dans un impératif de méticuleuse rigueur. En 1916, il prépare l'École des Beaux-Arts, section architecture.
Il avait, à 16 ans, perdu son ami de l'adolescence. En 1917, il part à l'armée. Il y contracte une pleurésie qui le maintient deux ans dans un sanatorium du Cantal, en pleine nature. Meurt Yvonne, son premier amour, malade elle aussi.
Convalescent, il découvre le pastel et aborde la couleur jusqu'alors interdite par son père. Pour le rétablissement de sa santé, il choisit l'École d'agriculture et quelques années de travail à la campagne comme ouvrier-stagiaire.

### Formation et début de carrière: 1924 - 1942

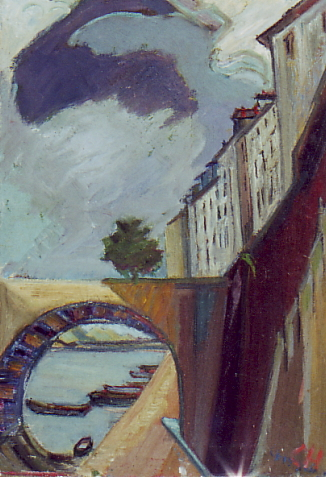
Huile sur toile, 55x38 cm (1936)

1924, Chesnay échappe à l'emprise paternelle et revient à son rêve de jeunesse : « je serai un artiste ». Il s'impose un rythme intensif d'apprentissage en dessin, peinture et modelage à l'Atelier Carrière et dans différentes Académies (nus et portraits). D'abord élève du sculpteur Malfray, il en devient l'ami. Il est soutenu par Suzanne Valadon qui l'encourage à oser la couleur. En 1926, sa première huile Tennis sous la neige est exposée au Salon des Artistes français. Il ouvre ensuite son propre atelier ; en 1939, un de ses paysages est proposé pour le prix Paul-Guillaume.
En 1935, il épouse Geneviève, dont il divorce en 1945.
1939 et à nouveau la guerre. Réformé, il s'engage comme infirmier. C'est alors qu'il prend conscience de ses dons de grapholoque, qu'il n'aura de cesse de développer. L'exode le mène dans un hameau du Cantal. Représentant improvisé en produits dentaires il sillonne les routes en train ou à vélo. Aquarelles et poèmes accaparent les rares temps libres.
1941, il retrouve Paris. En 1942 naît Léone, fille de Louis et d'Alice sa compagne. Chesnay est maintenant chef d'Atelier à l'Académie Cola Rossi puis à celle de la Grande Chaumière. Priorité est donnée aux nus, alors qualifiés d'expressionnistes.

### Rupture et voyages: 1942 - 1962
Le professorat sans dirigisme de Chesnay est apprécié et son « atelier du vrai » vite connu pour sa mise en place des modèles (souvent trois modèles, parfois plus). Mais, lassé des intrigues qui perturbent son travail, il démissionne, rompt avec Paris et choisit en 1947 de poursuivre son travail en solitaire. "La liberté toujours..."

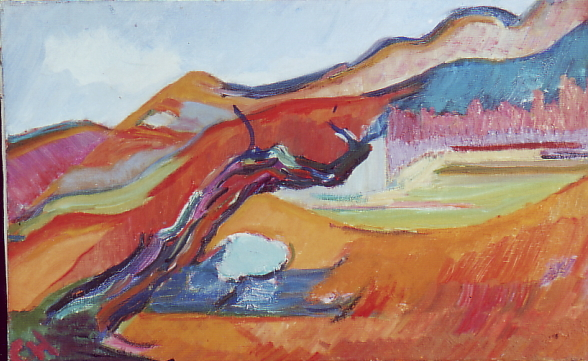
Huile sur toile, 38x55 cm (1947)

1947, Chesnay s'embarque pour le Maroc et s'installe à Marrakech, au cœur de la Médina. Il y enseigne le dessin, au Lycée Mangin, durant un an. Son travail se partage entre paysages et natures mortes. Sa compagne Cécile et lui pratiquent la peinture sur soie et tous deux se rendent à plusieurs reprises à la foire de Stockholm pour y vendre leur production de foulards et vêtements. Le Nord de la Suède en hiver et l'île de Bornholm enrichissent une palette déjà marquée par l'expérience marocaine.
En 1953, c'est avec Danielle - épousée en 1952 - qu'il reprend la route, du sud au nord et retour, mais cette fois en caravane et par multiples étapes, tant en Espagne qu'en France ou au Danemark. Cette errance dure jusqu'à la naissance d'un fils, Patrick, en 1957. Chesnay se consacre exclusivement au Paysage sous forme de dessins, aquarelles et huiles de petit format.
En 1957, les Chesnay se retrouvent en France, de meublé en meublé. En 1959, coup de foudre pour la côte picarde où il revient régulièrement. Après le Maroc et la Suède, la côte picarde complète et affine la palette du coloriste : paysages et marines ponctueront ses nombreux séjours.
Du travail sur les vagues et les jeux de soleil sur la mer se dégage dans les années 1960-1962 une abstraction que Chesnay commence à conjuguer avec le poétique (ajout de titre, notations, bribes de vers), il réalise des encres de Chine, des aquarelles et grands pastels, puis des huiles qu'il nomme « abstraits lyriques ».

### Recentrages: 1962-1974

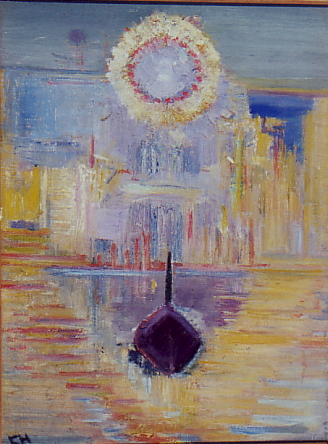
Huile sur toile, 58x68 cm (c.1965)

Les soucis matériels amènent Chesnay à renouer avec Paris : des contacts sont pris avec la galerie Facchetti, une exposition est envisagée.
C'est alors qu'en 1962 un incendie ravage le dépôt de la banlieue parisienne où Chesnay avait envoyé ses toiles.
Seront ainsi détruits les "abstraits lyriques" récents (sauf un, acheté par Jean-Marie Drot et qui flambera quelques années plus tard) et une grande partie des huiles qui avaient survécu à deux pillages et à divers dégâts d'eau. Pour Chesnay, le choc est sévère. Après un temps d'égarement, il se reprend, par le travail, et compose de grandes aquarelles non-figuratives incluant le texte d'un poème, les Unités, qui sont exposées à la libraire-Galerie Claude Desgaches à Paris au début de 1964. Les formes sont nées de la côte picarde, mais à travers elles, c'est de l'humain maintenant que parle Chesnay.
S'ajoute un nouveau souci, familial cette fois. En automne 1964, les Chesnay doivent quitter la France pour les montagnes suisses. Après trois ans de professorat à Gstaad, Danielle crée un internat privé où Chesnay enseigne dessin, français pour étrangers et histoire.
Assujetti aux rythmes scolaires, il alterne les séjours en Picardie et la vie communautaire au sein de l'internat. Sur la côte Picarde, il travaille en solitaire marines et paysages. En Suisse, il entreprend les Synergies. Cet ensemble d'une petite centaine d'huiles abstraites - œuvre qu'il poursuit sur une quinzaine d'années - conjugue le rythme des saisons et les âges de l'homme. À chaque huile correspond son poème. Il reprend l'étude et la pratique, désintéressée, de la graphologie.

### Nouveaux horizons: 1974 - 1999

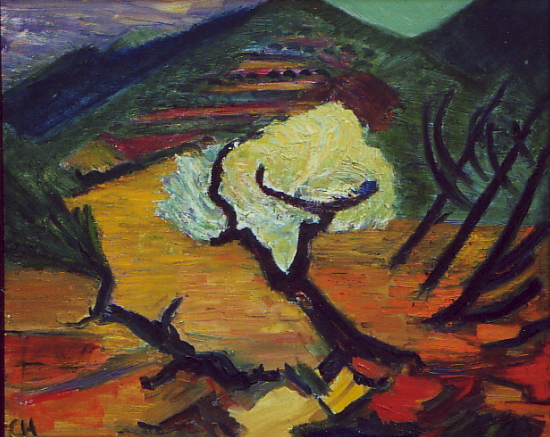
Huile sur toile, 116x81 cm (c.1990)

En 1974, les Chesnay quittent les montagnes pour Lausanne, puis pour Prilly toute proche. Libéré de ses obligations professorales et sur les conseils de René Huyghe un ami de longue date, Chesnay renoue entre 1975 et 1979 avec les expositions, à Villeneuve en Suisse, puis dans l'Est et le Nord de la France – expositions assez improvisées, sauf à Verdun (son père y fut l'architecte du Monument à la Victoire) et à Hazebrouk (en compagnie de Jean-Noel Vandaele et Jocelyne Trouttet) où l'accueille le Conservateur du Musée, Bernard Fauchille. Il expose également à Bruges.
Vers 1980, il reprend les titres des Synergies par une série d'huiles, les Imaginaires. Vers 1985, approximativement sur les mêmes titres, il compose de grandes encres de Chine non figuratives.
À partir de 1980, sans infidélité à la côte picarde où ils séjournent chaque été, les Chesnay reprennent leurs voyages, en caravane pliante puis en camping-car. Ils sillonnent la Suisse, le Sud-Est et l'Ouest de la France, l'Espagne aussi.
Chesnay travaille comme toujours sur le motif, les formats sont plus grands. Le paysage est à nouveau la priorité. En contrepoint, il revient aux nus : Chesnay avait beaucoup regretté la perte de ses nus de 1942 à 1946 lors du pillage de sa pièce-dépôt. Il retourne donc à plusieurs reprises travailler à la Grande-Chaumière, vers 1988.

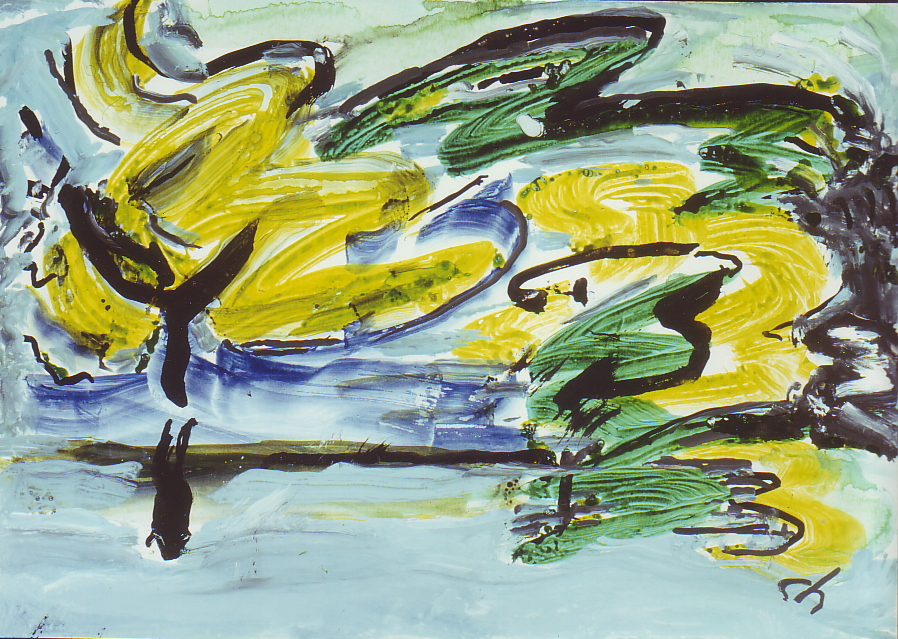
Encre acrylique sur carton, 54x62 cm (1996)

À 97 ans, Chesnay se retire à Buix, petit village du Jura suisse. Il y peint ses dernières huiles, les Cosmos, images de l'ailleurs pressenti et quelques autres Imaginaires. En 1998-1999 il ne peut plus quitter sa chambre, mais réalise des encres acryliques sur carton, entre souvenir et abstraction.
En novembre 1998, une rétrospective intitulée 100 ans 100 toiles est consacrée à son œuvre par le Musée de Payenne en Suisse. Il meurt le 6 juin 1999.

## Œuvre
L'œuvre de Chesnay ne fut pas épargnée. Entre pillages, incendie et dégâts d'eau fut notamment détruite la majeure partie des œuvres anciennes. L'œuvre comprend des huiles sur toile et carton toilé, des travaux sur papier (encre de Chine, aquarelle, craie grasse, technique mixte) auxquels s'ajoutent dans les trois dernières années de sa vie des encres acryliques sur carton.
1 - La base figurative 
Concernant les huiles : les Nus et les Portraits ont beaucoup compté dans la formation de Chesnay par les sculpteurs Vlerick et Malfray. En témoignent quelques nus et portraits fortement charpentés, huiles sur papier antérieures à 1939. 

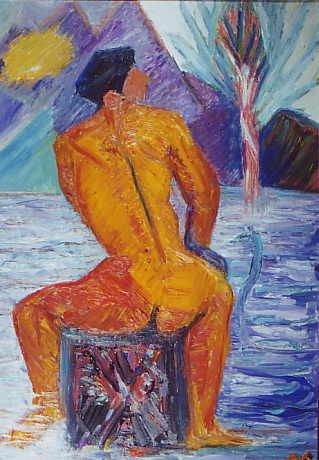
Huile sur toile, 92x65 cm (1990)

Les nus de la période 1942 -1947, par leurs couleurs pures et leur cerné noir furent dits expressionnistes. Dans les nus récents, vers 1985, Chesnay situe son modèle dans un environnement imaginaire ou symbolique.
En ce qui concerne les portraits : à partir de 1939, Chesnay n'a guère cessé de travailler et de pratiquer la graphologie. L'approche des écritures a soutenu son approche des visages. Au nombre de ces portraits, quelques autoportraits entre gravité et dérision, et des portraits de Danielle son épouse.
Les paysages constituent la majorité des huiles, en constante et le plus souvent en priorité, sauf pour les périodes 1941-1947 et 1962-1974. Les très petits formats, des cartons toilés, datent pour la plupart des années 1950-1960. Les plus grands formats ont été peints après 1980. La « résonance » de la nature en lui, Chesnay la disait « semi-médiumnique ». Quand, par exemple, il peint un ciel jaune, ce n'est pas une liberté prise, mais à son sens une fidélité complice au travers de sa sensibilité de coloriste. Si, au cours des décennies, les Paysages évoluent du plus au moins représentatif et du moins au plus sobrement structuré, il serait par contre presque impossible de distinguer telle ou telle période car styles et techniques diffèrent d'un paysage à l'autre, en fonction de cette « résonance » en lui du paysage.
Quant aux œuvres sur papier, à l'encre de Chine, à l'aquarelle, à la craie grasse, au pastel, ou aux techniques mixtes, elles  accompagnent toutes les périodes et tous les thèmes de Chesnay.
2 - L'abstrait et l'imaginaire 
1960-1962

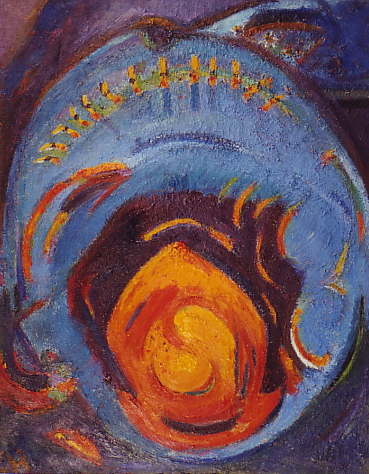
Huile sur toile, 92x73 cm, Synergie « Néant » (1972)

Sur la côte picarde, les travaux sur papier à la craie grasse, aux pastels et techniques mixtes multiplient les études de vagues, de ciels, de nuages, etc. Elles vont conduire Chesnay à une expression abstraite qui privilégie la dynamique des variations, des élans ou volutes. Dans la continuité de cette démarche sont réalisés les abstraits lyriques, huiles détruites dans l'incendie de 1962.
1962-1964
Traumatisme pour Chesnay, l'incendie du dépôt fut déterminant pour l'œuvre :grandes aquarelles non-figuratives, les Unités s'inspirent encore de la Côte picarde, mais elles ne disent plus la nature. En unité avec les poèmes inclus dans l'aquarelle-même, elles disent l'homme.
"Tendu, haletant et touchant" écrira André Chastel.
1970 -1980
Les Synergies-une petite centaine d'huiles et leurs poèmes- réaffirment le lien du poétique au pictural, ainsi que le lien entre la nature et l'humain. Poème et huile progressent de concert, puis sont séparément menés à terme.
Chesnay n'est pas un théoricien : "penser la vie, c'est oublier de vivre". Et ces "synergies dédales de la création", il les vit, dans une interaction inventive.
Juste postérieures aux Imaginaires-vers 1985- les encres de Chine sur papier sont la dernière version des confidences de Chesnay, sur un mode comme assourdi.
1981 -1996 

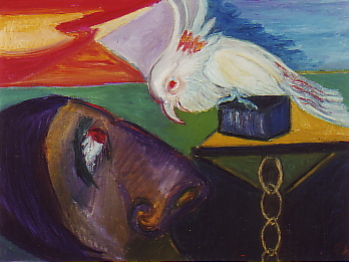
Huile sur toile, 73x92 cm, Imaginaire « Medium » (1985)

Une dimension onirique hantait déjà certains paysages, situait certains Nus, animait certaines Synergies - suggestif dans la toile, flamboyant dans le texte. À partir de 1981, c'est dans un emportement jubilatoire que Chesnay engage la série des Imaginaires.Picturalement à contre-courant des audaces contemporaines, cet ensemble rejoint les contes, quand les grenouilles parlaient et que le Seigneur sombre berçait une poupée. À chacun de les ressentir à la lumière de ses propres fantasmes. À un rythme d'abord soutenu puis de plus en plus irrégulier, il explore cette nouvelle expression presque jusqu'à sa mort.
3 - Les constantes 
L'œuvre de Chesnay est indissociable de sa vie, dont elle tire sa cohérence. Chesnay, un paysagiste ? Oui, et bien plus. Trop souvent et trop tôt confronté à la mort, c'est dans ce lien à la nature qu'il trouva son sens de peintre, et d'homme. Lié à l'expression d'une intériorité vibrante le travail sur le paysage est le creuset même de l'œuvre.

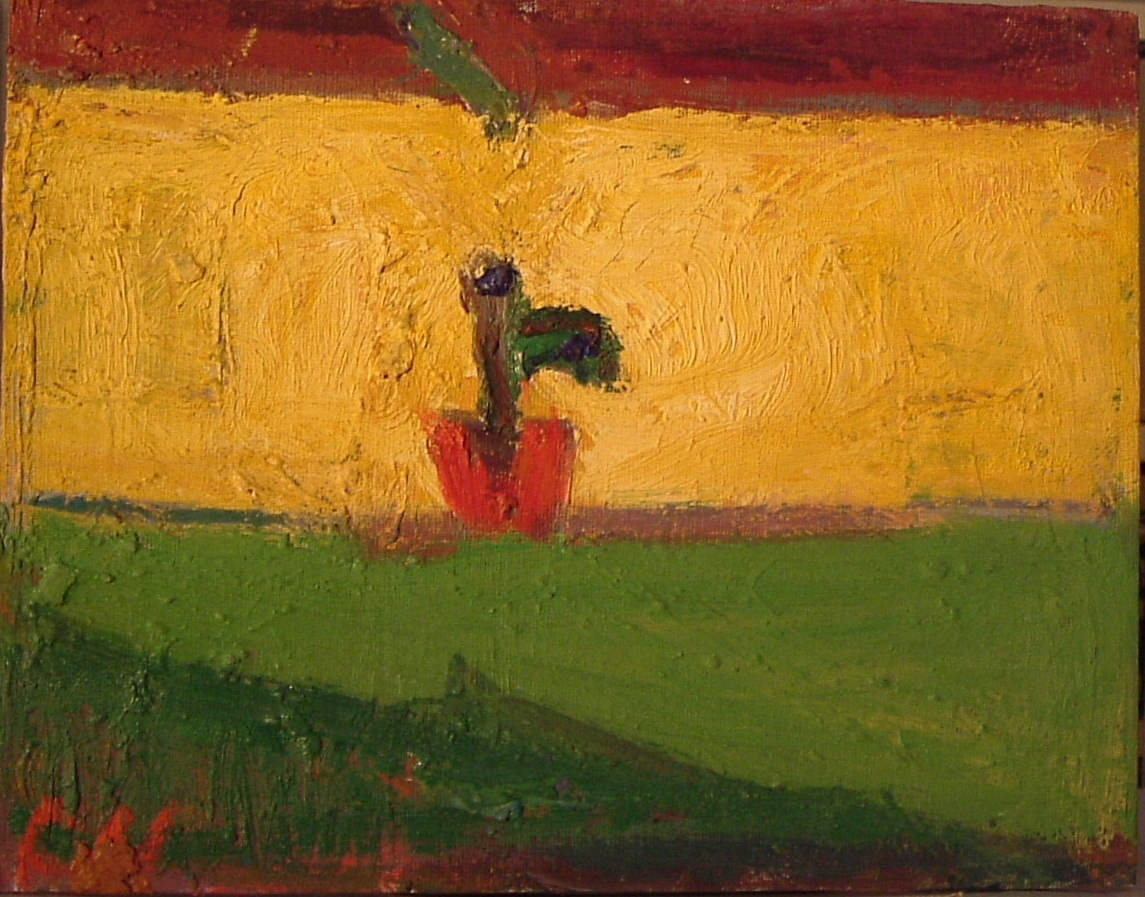
Huile sur carton toilé, 10x24 cm (1955)

L'unité de l'œuvre vient aussi de son corps même : la matière et la couleur.
La période de travail agricole avait donné à Chesnay le goût pour la terre. Vers 1935 menant de pair modelage et peinture, il avait sous la direction de Charles Malfray, exécuté des Nus grandeur nature. À la mort brutale en 1940 de ce maître et ami, il avait définitivement renoncé à la sculpture.
Son sens de la matière s'exprime dans ses huiles par le travail de la pâte : généreuse, sillonnée par le pinceau, malaxée par la main. 

"C'est la couleur qui me redonne la voie et la vie des choses". Naturellement modeste et toujours animé d'une "incertitude salutaire", Chesnay pourtant n'hésitait pas à se définir coloriste. Aucune violence mais une puissance liée au jeu de la couleur pure, ou peu mixée, avec la subtilité des passages.
Ses élèves de la Grande-Chaumière appelaient Chesnay "Monsieur Passage" ! 
La couleur dominante ? Le rouge. Sauf que Chesnay peut utiliser 25 sortes de vert dans telle huile, et dans telle autre confier au bleu le champ du vide, ou des possibles.
La couleur non seulement structure l'œuvre, mais lui confère son énergie, voire sa vibration.
"condensé d'énergies et de jubilations à la fois retenues, impétueuses et contagieuses", l'œuvre de Chesnay est un hymne à la vie.

## Donations
En 2013, Danielle Chesnay, épouse de l'artiste, fait don au Musée de Payerne (en Suisse) de quelque 180 pièces (carnets, huiles, travaux sur papier) offrant une vue d'ensemble exceptionnelle de l’œuvre de L-O. Chesnay.
En 2017 deux autres donations complètent la première : l'une à la Ville et au Musée du Touquet - Paris-Plage (France), centrée sur le travail de Chesnay en Côte picarde ; l'autre à l'Office de la Culture du Canton du Jura (Suisse), centrée sur les Encres acryliques des années 1996/98.

## Expositions
- 1926 : Participation au Salon des artistes français, Paris
- 1936 : Galerie (?), Paris
- 1946 : Galerie Roux-Henschel, Paris
- 1950 : Galerie (?), Casablanca, Maroc
- 1953 : Galerie du Grand Hôtel, Odense, Danemark
- 1964 : Librairie-Galerie Claude Desgaches, Paris
- 1975 : Galerie d'art du Vieux-Villeneuve, Villeneuve, Suisse 
 : Pavillon Japiot, Verdun
- 1976 : Maison du Bailli, Épinal 
 : Centre culturel, Commercy
- 1977 : Musée d'Hazebrouck, Hazebrouck
- 1978 : Galerie du Boudewynpark, Bruges, Belgique
- 1979 : Bibliothèque des Annonciades, Boulogne-sur-Mer
 : Musée de Cholet, Cholet
- 1983 : Participation à l'exposition Hommage à Miro, Editart, Genève, Suisse
- 1989 : Participation à la Fête de la couleur, Galerie Cigarini, Genève, Suisse
- 1990 : Espace Castelmont, Prilly, Suisse 
 : Galerie l'Estrée, Ropraz, Suisse
- 1992 : Galerie Bleue, Vevey, Suisse
- 1998 : Musée de l'Abbatiale, rétrospective, Payerne, Suisse
- 2000 : Galerie Courant d'art, Chevenez, Suisse
- 2002 : Participation à l'exposition internationale « Le port dans l'art aujourd'hui » à la Banque et caisse d'épargne de l'État, Luxembourg
- 2003 : Participation à l'Art Forum, Montreux, Suisse 
 : Galerie Laterne, Breitenbach, Suisse
- 2004 : Chapelle Saint-Pierre et Fabrique, Avallon 
 : Espace culturel de la Mairie, Eymoutiers
- 2006 : Musée Boucher-de-Perthes, Abbeville
- 2008 : Maison des Princes, Pérouges
- 2013 : Musée de l'Abbatiale, Payerne, Suisse

### Autres supports
- Entrée public, Daniel Jeannet, Radio suisse romande, Espace 2, 23 mars 1990 ; Les Après-midoux, Jean-Luc Lehmann, Radio suisse romande La Première, 3 juillet 1992 ; Chemins de terre, Jean-Marc Falcombello, Radio suisse romande Espace 2, 14 novembre 1998.